# Liste der Bodendenkmäler in Ebersdorf bei Coburg
Auf dieser Seite sind die Bodendenkmäler in der oberfränkischen Gemeinde Ebersdorf bei Coburg zusammengestellt. Diese Tabelle ist eine Teilliste der Liste der Bodendenkmäler in Bayern. Grundlage ist die Bayerische Denkmalliste, die auf Basis des Bayerischen Denkmalschutzgesetzes vom 1. Oktober 1973 erstmals erstellt wurde und seither durch das Bayerische Landesamt für Denkmalpflege geführt wird. Die folgenden Angaben ersetzen nicht die rechtsverbindliche Auskunft der Denkmalschutzbehörde.

## Bodendenkmäler in Ebersdorf bei Coburg
| Lage       | Objekt                                                                                     | Akten-Nr.     | Bild |
| ---------- | ------------------------------------------------------------------------------------------ | ------------- | ---- |
| (Standort) | Mittelalterlicher Turmhügel.                                                               | D-4-5732-0026 |      |
| (Standort) | Bestattungsplatz der Hallstattzeit.                                                        | D-4-5732-0027 |      |
| (Standort) | Mittelalterlicher Burgstall.                                                               | D-4-5732-0028 |      |
| (Standort) | Freilandstation des Spätpaläolithikums und des Mesolithikums sowie Siedlung                | D-4-5732-0029 |      |
| (Standort) | Mittelalterlicher Turmhügel.                                                               | D-4-5732-0030 |      |
| (Standort) | Freilandstation des Mesolithikums.                                                         | D-4-5732-0035 |      |
| (Standort) | Siedlung der Urnenfelderzeit.                                                              | D-4-5732-0057 |      |
| (Standort) | Siedlung des Jung- bis Endneolithikums.                                                    | D-4-5732-0058 |      |
| (Standort) | Siedlung des Neolithikums.                                                                 | D-4-5732-0059 |      |
| (Standort) | Vorgängerbauten sowie Befunde des Mittelalters und der frühen Neuzeit                      | D-4-5732-0070 |      |
| (Standort) | Siedlung vor- und frühgeschichtlicher oder mittelalterlicher Zeitstellung.                 | D-4-5732-0080 |      |
| (Standort) | Steinbruch der frühen Neuzeit.                                                             | D-4-5732-0081 |      |
| (Standort) | Freilandstation des Mesolithikums und Siedlung vor- oder frühgeschichtlicher Zeitstellung. | D-4-5732-0084 |      |
| (Standort) | Vorgängerbauten sowie Befunde des Mittelalters und der frühen Neuzeit                      | D-4-5732-0086 |      |
| (Standort) | Siedlung der Linearbandkeramik.                                                            | D-4-5732-0143 |      |